# Paul Saladin Leonhardt
Paul Saladin Leonhardt (13 de noviembre de 1877 - 14 de diciembre de 1934) fue un maestro de ajedrez alemán.

## Biografía
Nació en Poznan, provincia de Posen, Polonia (entonces Imperio alemán), y murió de un ataque al corazón en Königsberg (Prusia Oriental) durante una partida de ajedrez.
Un jugador con un perfil bajo y no muchas victorias en torneos, Leonhardt ha sido en gran parte olvidado por los libros de historia. Sin embargo, en su mejor momento, fue capaz de derrotar a la mayoría de los jugadores de élite de la época. Tarrasch, Tartakower, Nimzowitsch, Maróczy y Réti sucumbieron a su feroz estilo atacante entre 1903 y 1920. Ganó varios premios de brillantez. Como analista experto de las aperturas, escribió una monografía sobre la apertura Ruy López (Zur Spanische Partie - 1913). Se le han atribuido variaciones de apertura española, defensa siciliana, apertura Ponziani, gambito Evans y la defensa Escandinava.
En torneos importantes fue primero en Hilversum 1903, Hamburgo 1905, y Copenhague 1907 (delante de Maróczy y Schlechter), haciéndolo campeón nórdico; tercero, detrás de Rubinstein y Maróczy, en Carlsbad 1907; segundo, detrás de Milán Vidmar, en Gotemburgo 1909 (7mo Nordic-ch); segundo, detrás de Rudolf Spielmann, en Estocolmo 1909; y segundo, detrás de Carl Ahues, en Duisburg (Congreso de la DSB) 1929.
En partidos consiguió con Rudolf Loman (+4 -4 = 2), ganó contra James Mortimer (+5 -0 = 3), derrotó a Samuel Passmore (6: 2), y empató con Georg Schories (2: 2) en Londres 1904. Derrotó a Hector William Shoosmith (+5 -0 = 1) en Londres 1905, y perdió ante Jacques Mieses (+1 -5 = 1) en el mismo año. Perdió ante Spielmann en Múnich 1906 (+4 -6 = 5), perdió a Frank Marshall (+1 -2 = 4) en Hamburgo 1911, derrotó a Nimzowitsch (+4 -0 = 1) en Hamburgo 1911, perdió ante Hugo Süchting (1.5: 2.5) en Hamburgo 1911 y empató con él (2: 2) en Hamburgo 1912, ganó contra Moishe Lowtzky (+5 -1 = 1) en Leipzig 1913, empató con Hans Fahrni (1: 1), ganó contra Jeno Szekely (2.5: 1.5), ambos en Múnich 1914, y empató con Curt von Bardeleben (2: 2) en Berlín 1921.